# Claraboia (livro)
Claraboia é o décimo sétimo romance de José Saramago e o seu primeiro livro póstumo, tendo sido lançada pelos seus familiares cerca de um ano e três meses após a sua morte.
Uma claraboia é uma abertura no alto de um prédio com a finalidade de permitir que entre luz dentro de si. O livro de Saramago, não por acaso, passa-se num prédio e conta a história das pessoas que nele habitam.

## Sinopse
No ano de 1952, durante a primavera, as histórias de moradores de um prédio numa rua humilde de Lisboa desenvolvem-se e entrelaçam-se. Um sapateiro, a sua mulher, um caixeiro viajante com a sua esposa estrangeira e um filho vivem no andar térreo; um empregado da tipografia de um jornal e a sua esposa e mais uma “mulher misteriosa” vivem no primeiro andar e, por fim, um empregado de escritório e  a sua mulher e filha vivem no segundo e último andar.
Através destas personagens, a história vai-se desenvolvendo e Saramago tece mais um livro onde reflete sobre a conduta humana e os efeitos dela na sociedade.

## Conflitos com a editora nos anos 50
Claraboia foi, na verdade, o segundo livro escrito pelo autor. Pouco após a publicação de seu primeiro romance, Terra do Pecado, Saramago enviou os escritos de Claraboia para uma editora lusitana, a qual nunca lhe enviou resposta acerca do que fazer com o livro.
Na década de 80, quando ele já não era mais um simples escritor e já possuía relativa fama pelos seus livros, a mesma editora contactou-o, solicitando-lhe que o livro fosse lançado. Seja por ressentimento ou por não se identificar mais com a obra, o facto é que Saramago não quis ver Claraboia publicado em vida e deixou que a decisão de ser publicado ou não ficasse a cargo dos seus familiares, o que eles fizeram após a sua morte [carece de fontes?].

## Teatro
Claraboia é adaptada para teatro em 2015, pelo jornalista João Paulo Guerra, numa encenação de Maria do Céu Guerra, com cenário de José Costa Reis.
 O elenco é constituído pelos atores: Adérito Lopes, Carolina Parreira, Carlos Sebastião, Fernando Belo, Hélder Costa, João Maria Pinto, Lucinda Loureiro, Maria do Céu Guerra, Paula Bárcia, Paula Guedes, Paula Sousa, Rita Lello, Rita Soares, Rúben Garcia, Sérgio Moras, Sónia Barradas, Teresa Sampaio e ainda os estreantes Henrique Abrantes e Guilherme Lopes, que alternam no papel de "Henriquinho", o filho do caixeiro-viajante e da galega.
Apresentado pela Companhia de Teatro A Barraca, no Teatro Cinearte.

Em 2017 foi gravado com este mesmo elenco para ser transmitido pela televisão pública portuguesa RTP com realização de João Cayatte.